# San Sebastián (dystrykt)
San Sebastián – dystrykt w Kostaryce, w kantonie San José, w prowincji San José. San Sebastián, ważny dystrykt mieszkaniowy, jest trzecim pod względem liczby ludności i drugim pod względem gęstości zaludnienia w kantonie.

## Geografia
San Sebastián ma powierzchnię 4,01 kilometrów kwadratowych i leży na wysokości 1 125 m n.p.m..

## Demografia
Według zliczenia ludności w 2011 roku w dystrykcie San Sebastián mieszkało 40 065 mieszkańców.

## Transport

### Transport drogowy
Przez dystrykt San Sebastián biegną następujące drogi krajowe:
- Droga krajowa nr 39
- Droga krajowa nr 175
- Droga krajowa nr 209
- Droga krajowa nr 213
- Droga krajowa nr 214